# Nicole Forester
Nicole Forester (Ann Arbor, Michigan, 19 de noviembre de 1972) es una actriz estadounidense de cine y televisión, conocida por su papel de Maggie Zajac en la serie Boss y como Cassie Layne Winslow en Guiding Light. Actualmente interpreta a Christie en la serie de NBC Chicago Fire.

## Carrera
Sus primeros trabajos en televisión incluyeron papeles en series como Two and a Half Men, Monk, Will & Grace, The Single Guy, Beverly Hills 90210 y Mister Sterling, entre otras. Protagonizó dos de los spin-offs de Star Trek, interpretando a una chica dabo en el episodio "Distant Voices" de Star Trek: Deep Space Nine y a Nora en el episodio "Horizon" de Star Trek: Enterprise. Su belleza clásica estadounidense la llevó a aparecer en numerosos comerciales nacionales, incluidos spots de marcas como The Olive Garden, Miller Lite, Claritin y American Airlines.
En 2010, David Schwimmer invitó a Forester a aparecer en su película Trust, protagonizada por Clive Owen y Catherine Keener. También en 2010 Forester trabajó junto a Richard Gere en The Double, dirigida por Michael Brandt. En 2012 integró el reparto de la cinta Jack Reacher, protagonizada por Tom Cruise y dirigida por el ganador del Premio de la Academia Christopher McQuarrie. En 2012, Forester filmó la segunda temporada de Boss, la serie dramática nominada al Golden Globe protagonizada por Kelsey Grammer. Forester interpretó a Maggie Zajac.